# Omuthiya
Omuthiya (offiziell Omuthiyagwiipundi) ist eine Stadt in Namibia und Hauptstadt der Region Oshikoto. Sie wurde nach dem Omuthiya gwiipundi (bedeutet so viel wie „Kameldornbaum mit Bänken zum ausruhen“) benannt. Die Stadt zählt 7560 Einwohner (Stand 2023) auf einer Fläche von knapp 125 Quadratkilometer. Omuthiya liegt im gleichnamigen Wahlkreis.
Omuthiya war bis zur Erhebung in den Status einer Stadt 2008 eine unbedeutende Siedlung. Mit dem Stadtstatus wurde die Stadt zudem zur Hauptstadt der Region Oshikoto ernannt und Tsumeb dieser Status aberkannt. Im August 2008 wurde bereits die für 22 Millionen Namibia-Dollar errichtete Regionalverwaltung eröffnet. Als weitere Einrichtungen gibt es einen Bahnhof an der Bahnstrecke Tsumeb–Oshikango, ein Krankenhaus sowie ein Einkaufszentrum.

## Kommunalpolitik
Bei der Kommunalwahl 2020 erhielt die SWAPO vier Sitze und die IPC drei Sitze im Kommunalrat. Fünf Jahre zuvor waren noch alle sieben Sitze der SWAPO zugefallen.

## Galerie

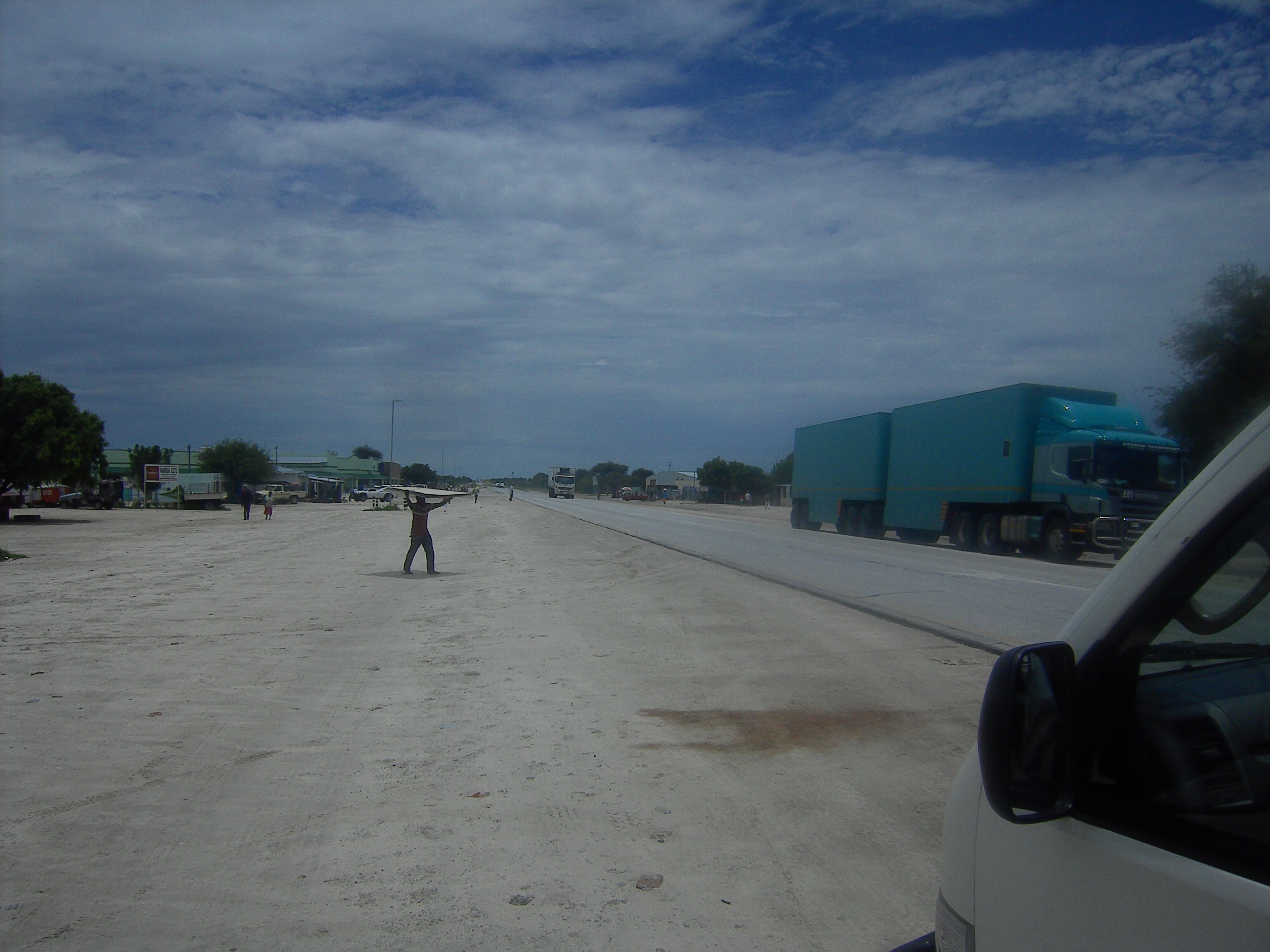
Durchgangsverkehr durch Omuthiya
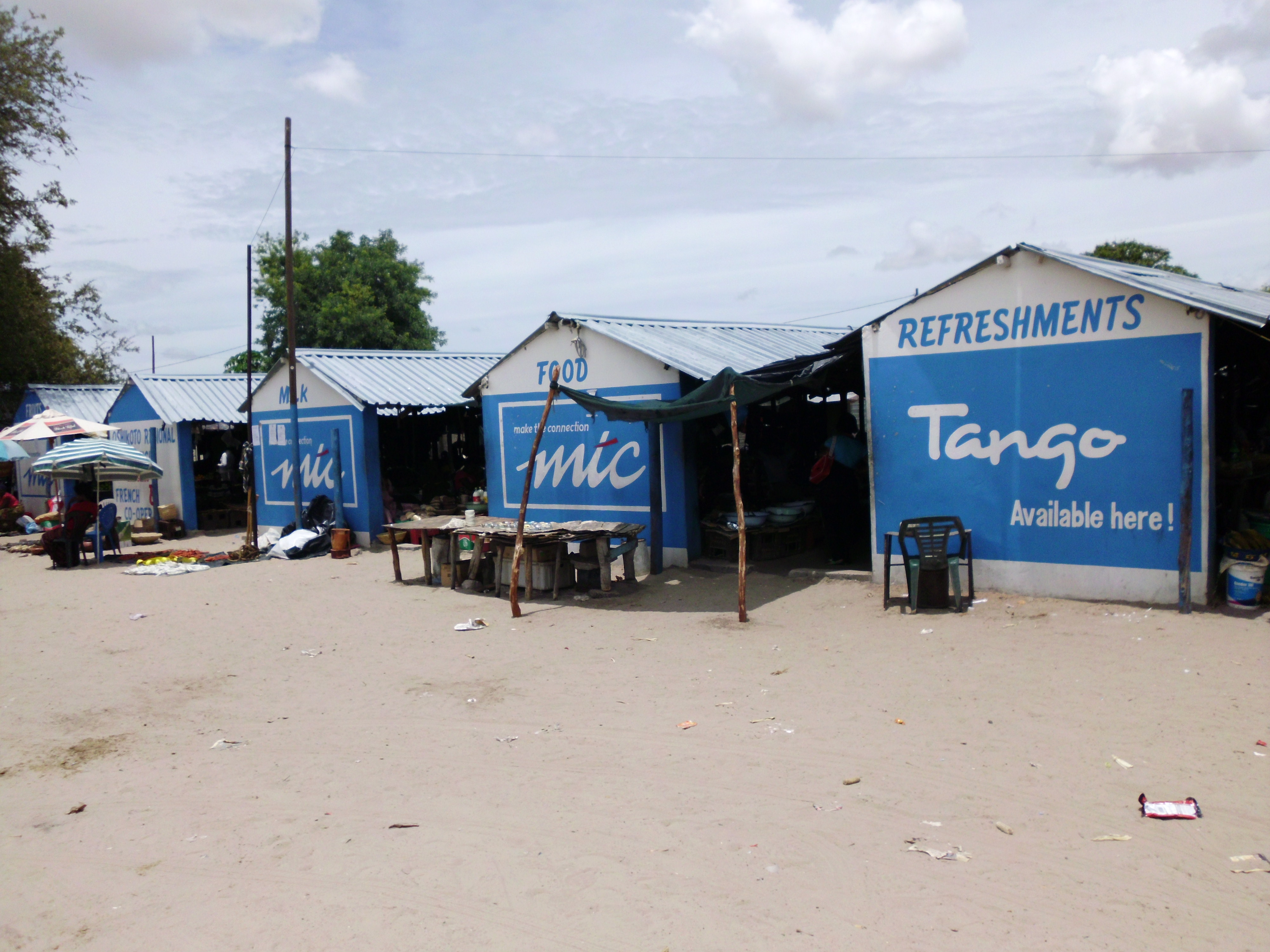
Der Open Market von Omuthiya
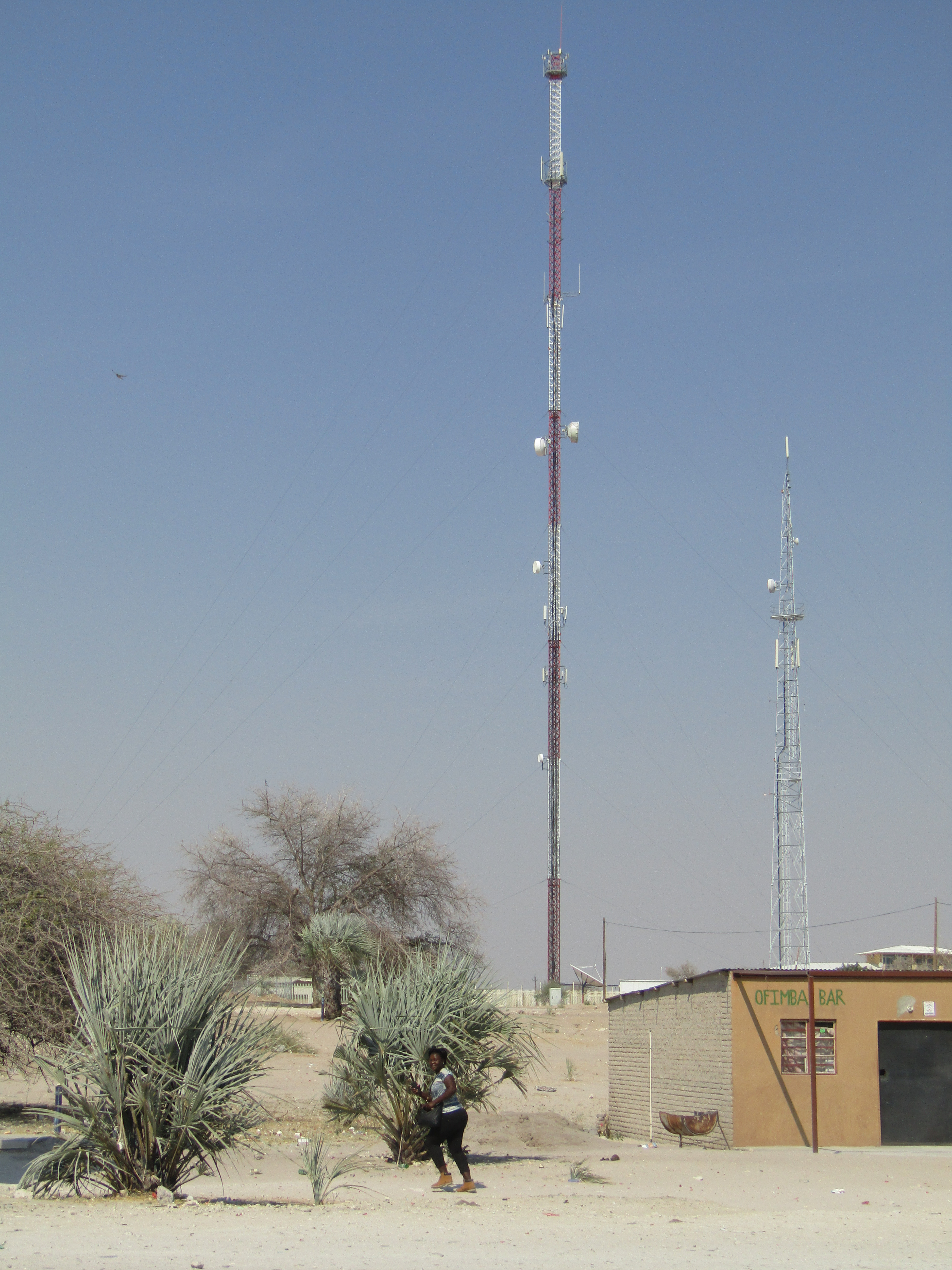
Spannmast in Omuthiya
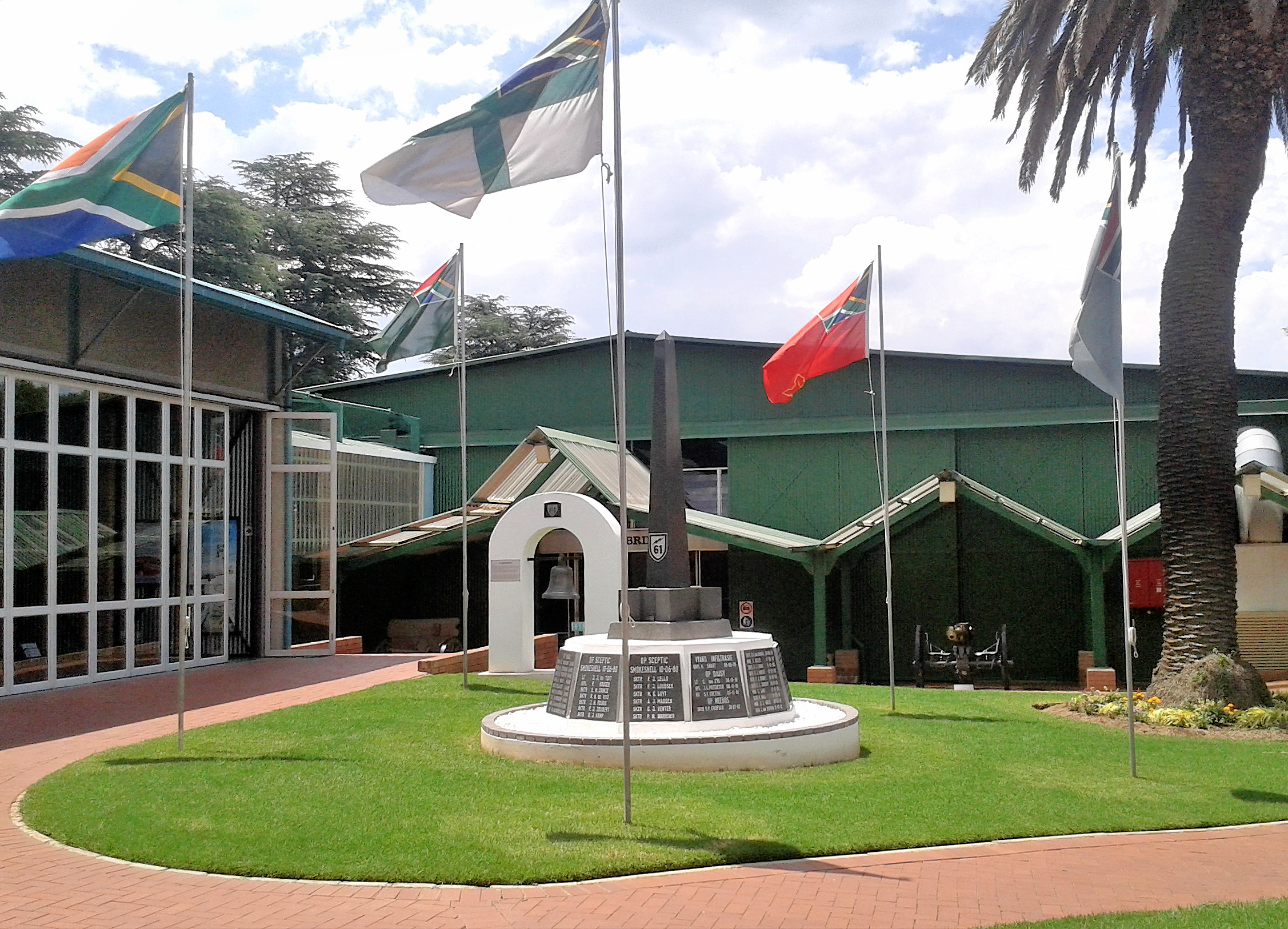
Denkmäler in Südafrika, die ursprünglich in Omuthiya standen